# Гутурама сонорська
Гутурама сонорська (Euphonia godmani) — вид горобцеподібних птахів родини в'юркових (Fringillidae). Ендемік Мексики. Раніше вважався підвидом чагарникової гутурами, однак у 2021 році був визнаний окремим видом.

## Поширення і екологія
Сонорські гутурами мешкають на західному узбережжі Мексики та в передгір'ях Західної Сьєрра-Мадре, від південно-східної Сонори до центрального Герреро. Вони живуть в сухих чагарникових заростях, рідколіссях, на плантаціях і в садах. Живляться переважно ягодами омели і плодами фікусів, а також іншими ягодами і плодами, доповнюють свій раціон дрібними комахами та іншими безхребетними.